# Francis Preston Blair
Pour les articles homonymes, voir Preston et Blair.
Francis Preston Blair, Sr., né le 12 avril 1791 à Atbigdon en Virginie, et mort le 18 octobre 1876 Silver Spring dans le Maryland, est un journaliste et homme politique américain.
Influent conseiller du président Andrew Jackson, il fit en 1836 à Washington DC, l'acquisition de la résidence de Joseph Lovell (1788-1836) le huitième Surgeon General of the United States Army. Cette demeure devenue dès lors Blair House, resta dans la famille Blair durant environ un siècle avant d'être rachetée pour le gouvernement américain pour en faire la résidence officielle des invités du président des États-Unis.

## Dans la culture populaire
En 2012, son rôle est interprété par Hal Holbrook dans le film Lincoln de Steven Spielberg.